# Jamui (Distrikt)
Der Distrikt Jamui (Hindi जमुई जिला, Urdu جموئی ضلع) ist ein Distrikt im indischen Bundesstaat Bihar. Sitz der Verwaltung ist die Stadt Jamui.

## Geographie
Der Distrikt Jamui liegt m Südosten Bihars an der Grenze zum benachbarten Bundesstaat Jharkhand. Die Topographie ist überwiegend hügelig und durch die östlichen Ausläufer des Vindhya-Gebirges geprägt. Der westliche Teil des Distrikts ist eben und Teil der engeren Schwemmebene des Ganges. Der südliche Teil geht in das zum Teil bewaldete Hügelland der Hochebene von Chota Nagpur über. Die Waldfläche des Distrikts wurde für das Jahr 2010/11 mit 204.734 Acres angegeben, entsprechend 21,3 % der Distriktfläche. Die beiden wichtigsten Flüsse sind der Kiul und Ulai. Es gibt drei Staudämme, die der Wasserversorgung der Landwirtschaft dienen (Garhi-, Nagi- und Nakti-Damm).

## Geschichte
Der Distrikt Jamui war bis zum 21. Februar 1991 ein Teil des Distrikts Munger.
Der Distrikt gehört zum naxalitisch-maoistisch beeinflussten „Roten Korridor“. Im Jahr 2018 wurde er durch das indische Innenministerium zu den 30 meistbetroffenen Distrikten Indiens gezählt.

## Bevölkerung
Die Einwohnerzahl lag bei der Volkszählung 2011 bei 1.760.405. Die Bevölkerungswachstumsrate im Zeitraum von 2001 bis 2011 betrug 25,85 % und lag damit sehr hoch. Jamui hatte ein Geschlechterverhältnis von 922 Frauen pro 1000 Männer und damit den in Indien häufigen Männerüberschuss. Der Distrikt wies eine Alphabetisierungsrate von 59,79 % auf, eine Steigerung um knapp 17 Prozentpunkte gegenüber dem Jahr 2001. Die Alphabetisierung lag damit allerdings weiterhin deutlich unter dem nationalen Durchschnitt. Knapp 87 % der Bevölkerung waren Hindus, rund 12 % Muslime und ca. 0,5 % Christen.
8,3 % der Bevölkerung lebten in Städten.

## Wirtschaft
Wirtschaftliche Basis ist die Landwirtschaft. Es gibt keine größeren Industriebetriebe oder Industriegebiete. Von der gesamten landwirtschaftlich für den Feldbau genutzten Fläche wurden 66,7 % (71.099 ha) während der Kharif-Saison und 17,3 % (18.410 ha) während der Rabi-Saison für den Anbau von Nahrungsmittelgetreiden genutzt. Ölsaaten und Hülsenfrüchte nahmen kleinere Anteile ein.

## Vogelschutzgebiete

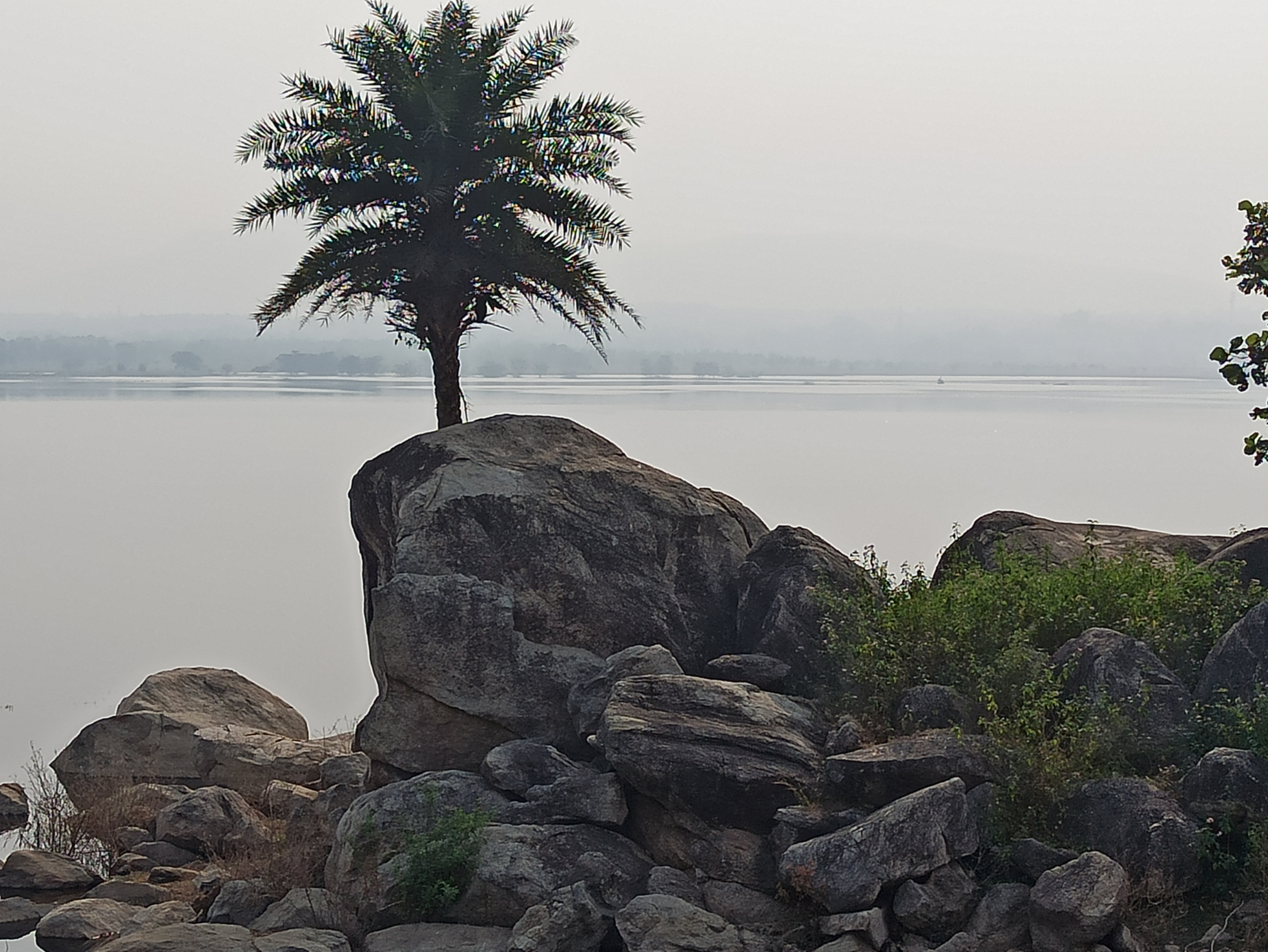
Im Nagi-Damm-Vogelschutzgebiet

Seit 2003 existieren die beiden eng benachbarten Vogelschutzgebiete Nagi-Damm (791 ha) and Nakti-Damm (332 ha). Während der Zugvogelsaison im Winter sind hier bis zu 20.000 Vögel zu finden. Die beiden Stauseen sind von kargem, felsigem Terrain umgeben und hier finden sich auch Nicht-Wasservogelarten wie Koromandelrennvogel, Braunbauch-Flughuhn, Gelblappenkiebitz und Strauchschmätzer.